# Receptory adrenergiczne
Receptory adrenergiczne – grupa receptorów metabotropowych zlokalizowanych na błonach komórkowych, których pobudzenie w organizmie przez adrenalinę lub inną aminę katecholową wiąże się z aktywacją odpowiedniego białka G i fosforylacją GDP do GTP, a w dalszej kolejności z regulacją aktywności istotnych dla funkcjonowania komórki układów enzymatycznych. Receptory te związane są z częścią współczulną autonomicznego układu nerwowego.

## Historia
Raymond P. Ahlquist, publikując w 1948 roku pracę w American Journal of Physiology, podzielił receptory adrenergiczne na α i β. W 1967 A. Lands wyróżnił receptory β1 i β2. Zaproponowany przez Landsa podział receptorów β na podtypy umożliwił lepsze poznanie struktury i zrozumienie budowy receptorów. W 1990 J. Zaagsma zidentyfikował receptor β3. W 1993 poznano dokładnie strukturę receptorów i stwierdzono, że istnieją trzy typy receptorów β: β1, β2, β3.

## Podział
Receptory adrenergiczne dzielą się na dwie rodziny:
- α-adrenergiczne – zlokalizowane między innymi w naczyniach krwionośnych, sercu, trzustce, krtani, płytkach krwi oraz ośrodkowym układzie nerwowym; dzielą się na liczne podtypy, m.in.:
  - α1 – głównie mięśnie gładkie; pobudzenie – skurcz mięśni gładkich oraz skurcz naczyń krwionośnych[1];
  - α2 – receptor presynaptyczny; pobudzenie – zahamowanie wydzielania noradrenaliny lub innych przekaźników z zakończenia presynaptycznego występującego m.in. w tzw. miejscu sinawym. Agonisty receptora α2 wykazują działanie przeciwlękowe, przeciwbólowe, sedatywne, znieczulające oraz stabilizujące ciśnienie krwi. Przykładami agonistów receptora α2 stosowanych w anestezjologii i chirurgii są klonidyna i deksmedetomidyna[2][3][4].
- β-adrenergiczne – również zlokalizowane w licznych tkankach i narządach, dzielą się na podtypy:
  - β1 – głównie mięsień sercowy; pobudzenie siły i częstości skurczów mięśnia sercowego i aktywacja lipazy lipoproteinowej pozasercowo: zwiększenie uwalniania reniny z komórek przykłębuszkowych (ziarnistych) w nerkach, czyli aktywacja układu RAA[potrzebny przypis];
  - β2 – głównie mięśnie gładkie; pobudzenie – rozkurcz mięśni gładkich oskrzeli, naczyń krwionośnych, przewodu pokarmowego, aktywacja fosforylazy glikogenu[potrzebny przypis];
  - β3 – głównie komórki tkanki tłuszczowej; pobudzenie – nasilenie lipolizy[potrzebny przypis].

| Receptor   | Główny mechanizm działania                                                | Agonisty | Antagonisty |
| ---------- | ------------------------------------------------------------------------- | --- | --- |
| α1 A, B, D | aktywacja fosfolipazy C wzrost wewnątrzkomórkowego stężenia IP3 oraz Ca2+ | - adrenalina - noradrenalina - fenylefryna - oksymetazolina - metoksamina - mefentermina                                               | - prazosyna - terazosyna - doksazosyna - tamsulozyna - alfuzosyna - indoramina - urapidyl - bunazosyna - chloropromazyna |
| α2 A, B, C | zahamowanie cyklazy adenylanowej spadek stężenia cAMP                     | - adrenalina - noradrenalina - klonidyna - guanfacyna - guanabenz - α-metylonoradrenalina - apomorfina - deksmedetomidyna - tyzanidyna | - idazoksan - johimbina - rauwolscyna - bromokryptyna                                                                    |
| β1         | aktywacja cyklazy adenylanowej wzrost stężenia cAMP                       | - adrenalina - noradrenalina - dobutamina - izoprenalina                                                                               | - propranolol - atenolol - karwedilol - metoprolol - nadolol - praktolol                                                 |
| β2         | aktywacja cyklazy adenylanowej wzrost stężenia cAMP                       | - adrenalina - noradrenalina - izoprenalina - salmeterol - fenoterol                                                                   | - propranolol - nadolol - karwedilol - tymolol                                                                           |
| β3         | aktywacja cyklazy adenylanowej wzrost stężenia cAMP                       | - adrenalina - noradrenalina - izoprenalina - BRL 37344                                                                                | - bunolol - bupranolol - karwedilol - propranolol                                                                        |

## Znaczenie w medycynie
Obecnie w medycynie wykorzystuje się leki pobudzające lub hamujące określonego typu receptory, na przykład leki blokujące receptor β1 stosowane są w leczeniu nadciśnienia tętniczego, zaburzeń rytmu serca oraz w chorobie niedokrwiennej serca. Oprócz tego w leczeniu nadciśnienia wykorzystuje się również antagonisty receptorów α1 oraz leki pobudzające ośrodkowe receptory α2.